# Урбана (Охајо)
Урбана (енгл. Urbana) град је у америчкој савезној држави Охајо.

## Демографија
По попису из 2010. године број становника је 11.793, што је 180 (1,5%) становника више него 2000. године.
| Група             | 2000.          | 2010.          |
| Белци             | 10.506 (90,5%) | 10.473 (88,8%) |
| Афроамериканци    | 691 (6,0%)     | 631 (5,4%)     |
| Азијати           | 35 (0,3%)      | 80 (0,7%)      |
| Хиспаноамериканци | 126 (1,1%)     | 240 (2,0%)     |
| Укупно            | 11.613         | 11.793         |